# Centro mondiale bahai

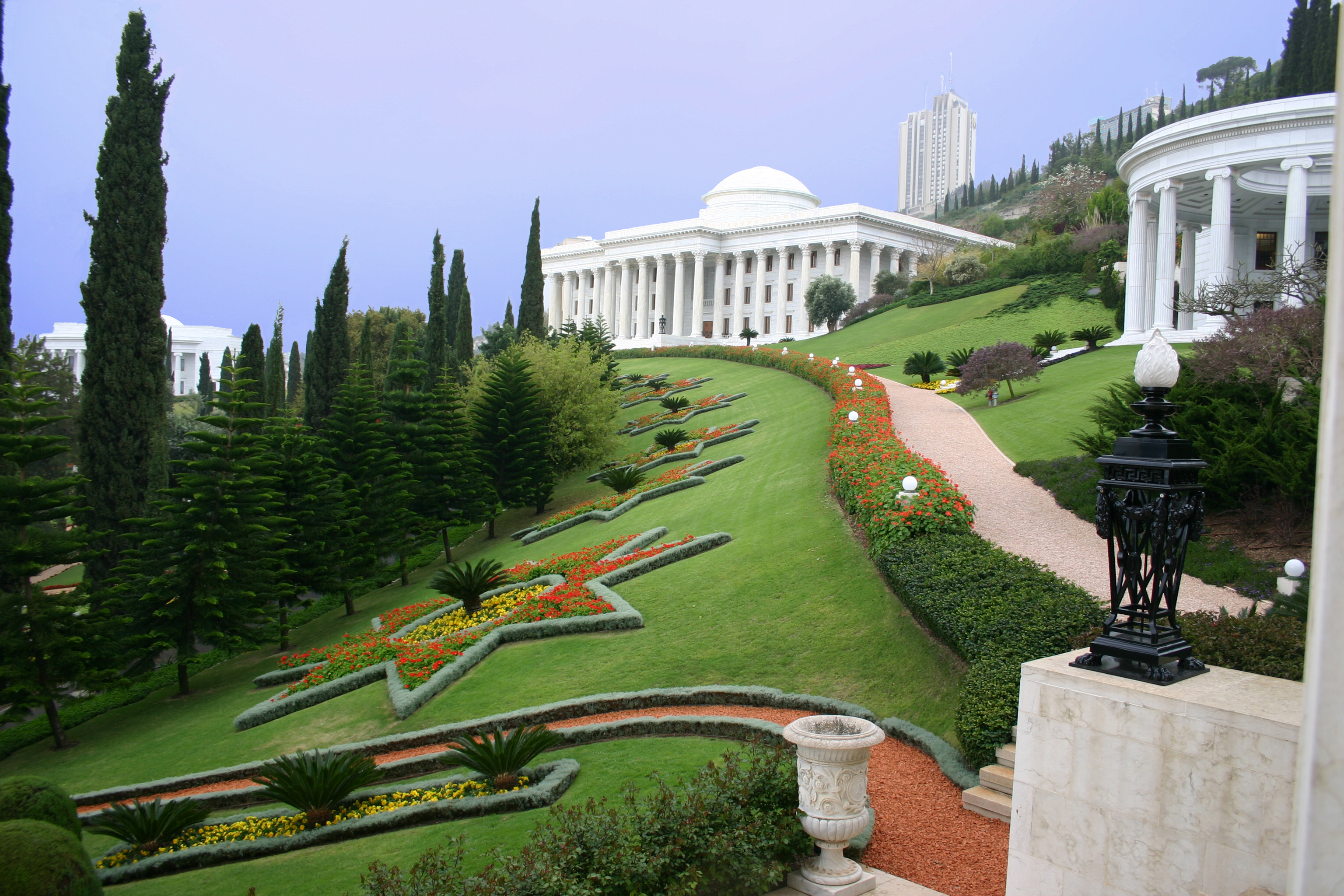
Il complesso dell'Arco Bahai, Haifa

Il Centro mondiale bahá'í è la sede amministrativa e spirituale della fede Bahá'í fondata da Bahá'u'lláh, che fu esule e prigioniero in Palestina, quand'era territorio dell'Impero Ottomano. 
Esso include luoghi sacri e istituzioni che dal 1948 sono nello stato d'Israele: il Mausoleo di Bahá'u'lláh nei pressi di Acri, il Mausoleo del Báb e le terrazze circostanti sul monte Carmelo ad Haifa, oltre agli edifici amministrativi definiti nel loro insieme come l'Arco Bahá'í.
La maggior parte della direzione e della gestione della Fede internazionale bahá'í si svolge presso tale complesso sul Monte Carmelo, dove si prendono decisioni che riguardano sia gli aspetti spirituali che quelli materiali ed economici della Comunità mondiale, e vi si attua pure lo studio, la catalogazione e la traduzione degli Scritti sacri inerenti alla Rivelazione bahá'í.
Al centro dell'arco ha sede la Casa Universale di Giustizia, la massima istituzione legislativa e di governo della Fede bahá'í. 
Tale Centro mondiale è anche luogo di pellegrinaggio per i bahá'í di tutto il mondo.
Alcuni dei siti appartenenti al Centro mondiale bahá'í, come le terrazze bahá'í e il Mausoleo del Báb sono stati inseriti dall'UNESCO nel luglio 2008 nella lista dei beni patrimonio dell'umanità.

## Storia

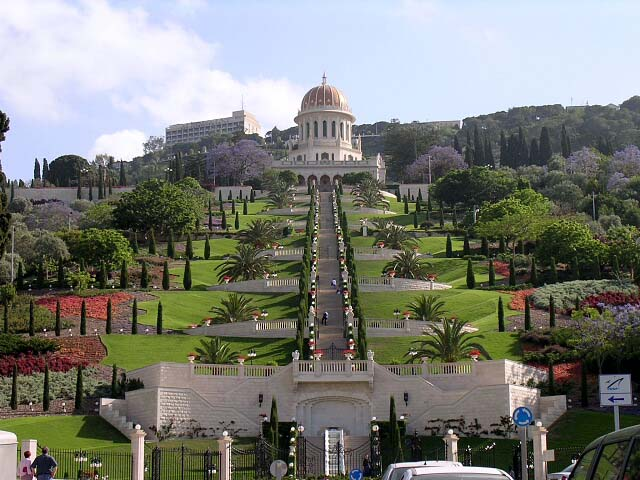
Le terrazze e il Mausoleo del Báb

La locazione del Centro mondiale baha'ì è nel territorio dove, a causa dei successivi bandi d'esilio e d'imprigionamento, visse e a cui fu sottoposto Bahá'u'lláh e ciò, secondo i Bahá'í celebra un'antica profezia di Isaia: <<Il deserto e la terra gioiranno ... Le sarà concessa la gloria del Libano, come pure la magnificenza del Carmelo e di Saron. Essi vedranno la gloria del Signore, lo splendore del Nostro Dio>>
Bahá'u'lláh fu esiliato dalla Persia, nel 1854, da Nasser-al-Din Shah e indotto a recarsi a Baghdad, allora sotto l'Impero ottomano e, in seguito, dopo ulteriori allontanamenti, finire imprigionato nella Città di Acri.
Bahá'u'lláh passò il resto della vita in tale suolo reclusorio, su disposizione dell'Impero Ottomano, comunicando con i suoi seguaci al tempo sparsi in Medioriente, in Asia e in India, attraverso speciali corrieri. Acri divenne così il centro religioso bahai, sempre in fermento, e quando l'allentamento della prigionia concesse l'uscita di Bahá'u'lláh dalla caserma prigione, per necessità d'uso della fortezza da parte del governo, divenne meta di pellegrinaggio per i bahá'í che bramavano visitare Bahá'u'lláh stesso.
La specifica collocazione del Mausoleo del Báb sul monte Carmelo fu indicata da Bahá'u'lláh al proprio figlio 'Abdu'l-Bahá durante una visita ad Haifa, mentre l'indicazione del monte Carmelo come luogo del centro amministrativo bahá'í la precisò'Abdu'l-Bahá nelle sue Tavole, che sono considerate un documento fondante dell'Amministrazione Bahá'í.
Dopo la morte di Bahá'u'lláh, nel 1892, il figlio 'Abdu'l-Bahá assunse la leadership della comunità bahá'í e favorì l'area come centro propulsivo bahá'í continuando a corrispondere da quel sito con tutti i bahá'í del mondo, occidentali compresi.
Mentre era ancora formalmente prigioniero e confinato ad Acri, 'Abdu'l-Bahá organizzò il trasferimento dei resti mortali del Báb dall'Iran alla Palestina. Curò l'acquisto del terreno sul Monte Carmelo, come da istruzioni avute da Bahá'u'lláh, da usare per il Mausoleo del Báb, erigendo la sua basilare costruzione, che fu edificata da lui nella sua struttura centrale nel 1909.
Con il cambiamento conseguente alla rivoluzione dei Giovani Turchi `Abdu'l-Bahá fu come vari altri prigionieri politici o religiosi liberato e da allora abitò ad Haifa vicino al Mausoleo del Báb stabilendo così in Haifa il centro amministrativo della Fede bahá'í.
Dopo la morte di 'Abdu'l-Bahá, Shoghi Effendi, suo successore, promosse lo sviluppo di diversi progetti edilizi nell'area. Restaurò, nel 1929, la casa di Bahá'u'lláh a Bahji, nell'immediata periferia di Acri, acquisendo anche dei terreni circostanti dove creò ampi giardini.
Organizzò l'acquisto di altri siti e abitazioni legati alla vita di Bahá'u'lláh, compresa la Casa di 'Abbud.

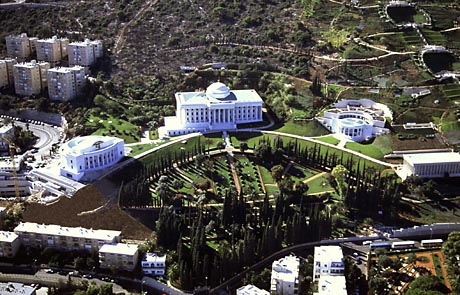
L'Arco Bahai

Ad Haifa realizzò terminandolo l'ornamentale sovrastruttura del Mausoleo del Báb, comprò alcuni terreni circostanti e vi realizzò dei giardini.
Shoghi Effendi stabilì che gli edifici che avrebbero ospitato le istituzioni indicate nelle Tavole di Bahá'u'lláh, compresa la Casa Universale di Giustizia, avrebbero dovuto tracciare un arco, l'Arco Bahá'í, del quale fondò la costruzione, ornandolo con giardini.
Il decoro dell'arco sarebbero stati i giardini monumentali che avrebbero ospitato anche le sepolture di alcuni speciali membri della famiglia di Bahá'u'lláh.
Gli edifici dell'Arco, la Casa Universale di Giustizia, il Centro per lo studio dei Testi Sacri bahá'í, il Centro Internazionale di Insegnamento furono completati rispettivamente negli anni 1982, 1999 e 2000; via via anche le terrazze attorno al Mausoleo del Báb sono state poi completate..
La costruzione della Libreria Internazionale Bahá'í è previsto nel tempo sia effettuata nella parte finale a est dell'Arco.

## Amministrazione

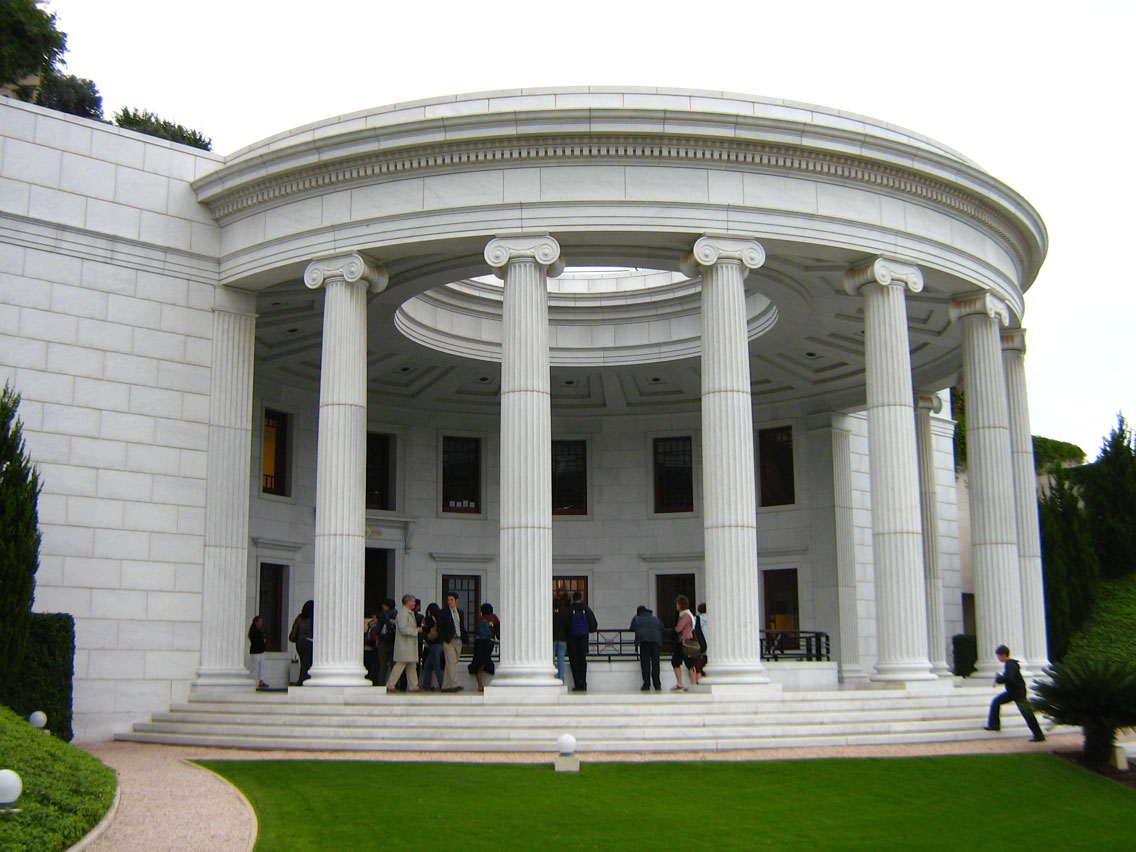
Centro Studio dei Testi Sacri

Il Centro Internazionale di Insegnamento assiste ora la Casa Universale di Giustizia negli affari relativi all'insegnamento e alla protezione della Fede baha'i, collaborando col Corpo Continentale dei Consiglieri.
Dopo la prima elezione della Casa Universale di Giustizia, nel 1963, aumentò notevolmente il numero degli addetti alle attività amministrative svolte nel Centro, ciò in funzione della crescita internazionale della Comunità bahá'í e degli aumentati campi d'azione del Centro Mondiale.
Alcuni dei dipartimenti lì presenti svolgono attività di segretariato specializzato, di ricerca socio-economica, di analisi statistica, di conservazione degli edifici e cura dei giardini monumentali, oltre che seguire delle ordinarie iniziative culturali e religiose.